# 王心剛
王心剛（1932年1月1日—），男，辽宁大连人，中華人民共和國演員，一級演員，中國電影表演藝術學會常任理事，曾任八一電影製片廠副廠長。年輕時的他外形高大俊朗，被公認是當時內地電影界的“白馬王子”，1962年入選“新中國二十二大電影明星”。男看王心刚，女看王晓棠”也成为60年代影坛的佳话，1982年憑藉《知音》榮獲第五屆大眾電影百花獎影帝。

## 生平
1949年，王心剛應徵入伍，次年進入東北軍工局文工團。1956年，在話劇舞臺上破爬滾打幾年的王心剛憑藉英挺的外型和陽剛的氣質通過層層試鏡，成為長春電影製片廠出品的電影《寂靜的山林》男主角。1959年八一電影製片廠出品的《海鷹》使王心剛爆紅，他和女主角王曉棠成為當時大受歡迎的“銀幕最佳搭檔”。1963年他與王曉棠再度合作的影片《野火春風斗古城》取得了驚人的成功，至此中國大陸有“男看王心剛，女看王曉棠”的說法。
與其他的“新中國電影明星”的遭遇一樣，文革期間王心剛的作品不僅被封殺而且備受迫害。文革後，王心剛的事業重新攀上巔峰，1982年憑藉對《知音》中蔡鍔將軍的出色詮釋，獲得了第五屆大眾電影百花獎最佳男主角獎。2006年息影二十年的王心剛複出拍攝電影《我的長征》。

## 電影
- 《寂静的山林》（1957）飾演馮廣發
- 《海鷹》（1959）飾演張敏上尉
- 《紅色娘子軍》（1961）飾演洪常青
- 《野火春風斗古城》（1963）飾演楊曉東
- 《侦察兵》（1973）飾演郭锐
- 《傷逝》（1981）飾演涓生
- 《知音》（1982）飾演蔡鍔
- 《苏禄国王与中国皇帝》（1987）饰演明成祖朱棣
- 《我的長征》 （2006）飾演王瑞（老年）